# Ojos Negros
Ojos Negros ist ein Ort und eine Gemeinde (municipio) mit nur noch 328 Einwohnern (Stand: 2024) im äußersten Norden der Provinz Teruel in der autonomen Region Aragonien im östlichen Zentrum von Spanien. Die Gemeinde gehört zur bevölkerungsarmen Serranía Celtibérica. Zur Gemeinde gehört auch die kleine Ortschaft Sierra Menera.

## Lage und Klima
Ojos Negros liegt in den Bergen der Sierra de Cucalón in ca. 1150 m Höhe und ist ca. 60 km (Fahrtstrecke) in nordnordwestlicher Richtung von der Provinzhauptstadt Teruel entfernt. 
Das Klima ist trotz der Höhenlage gemäßigt bis warm; Regen (ca. 492 mm/Jahr) fällt übers Jahr verteilt.

## Bevölkerungsentwicklung
| Jahr      | 1970 | 1981 | 1991 | 2001 | 2011 | 2021 |
| Einwohner | 1343 | 1029 | 780  | 545  | 444  | 328  |

## Wirtschaft
Ojos Negros war lange Zeit durch den Bergbau geprägt. Heute ist es traditionell landwirtschaftlich orientiert, wobei die Viehzucht die größte Rolle spielt. 

## Sehenswürdigkeiten

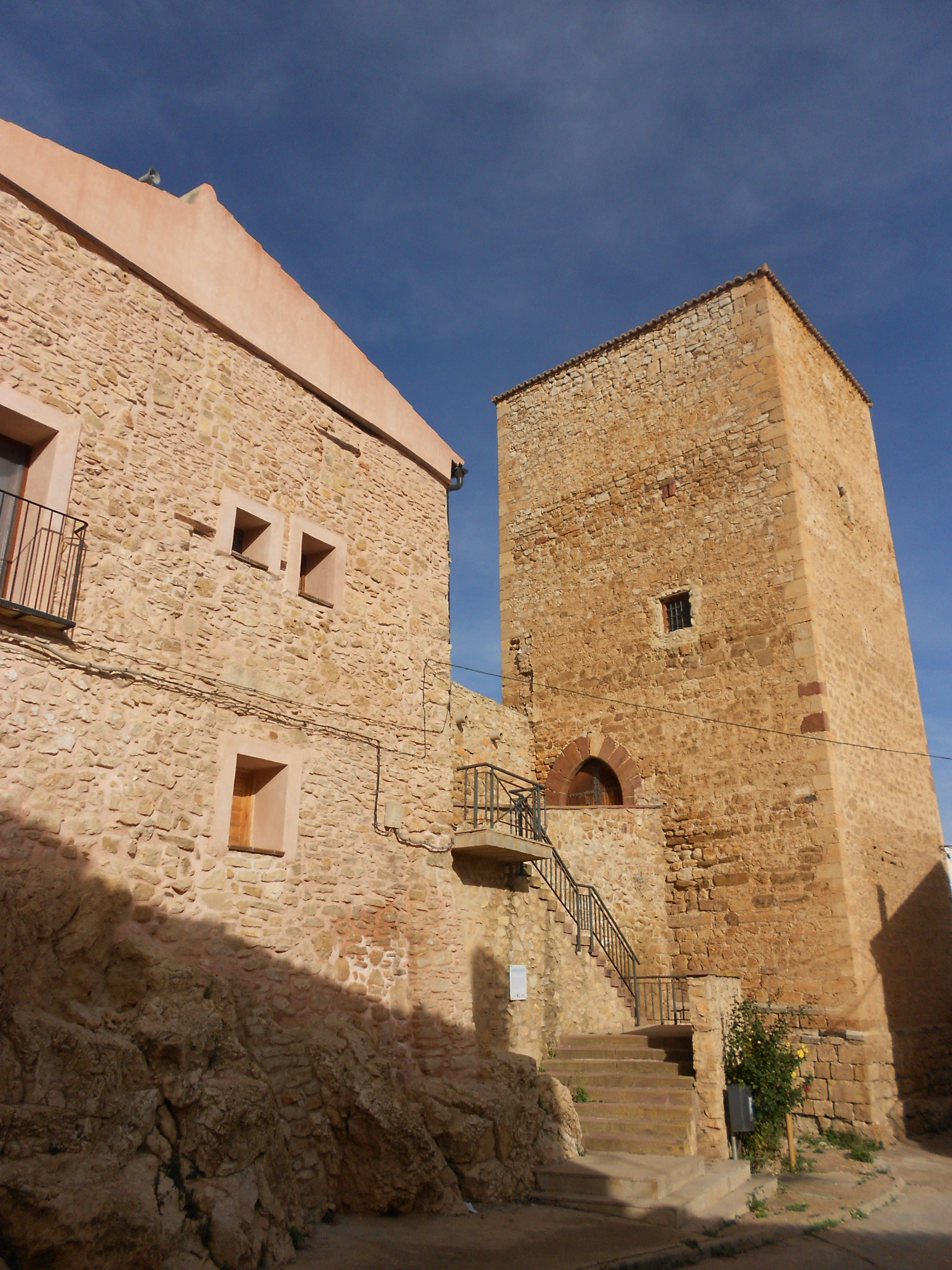
Burganlage
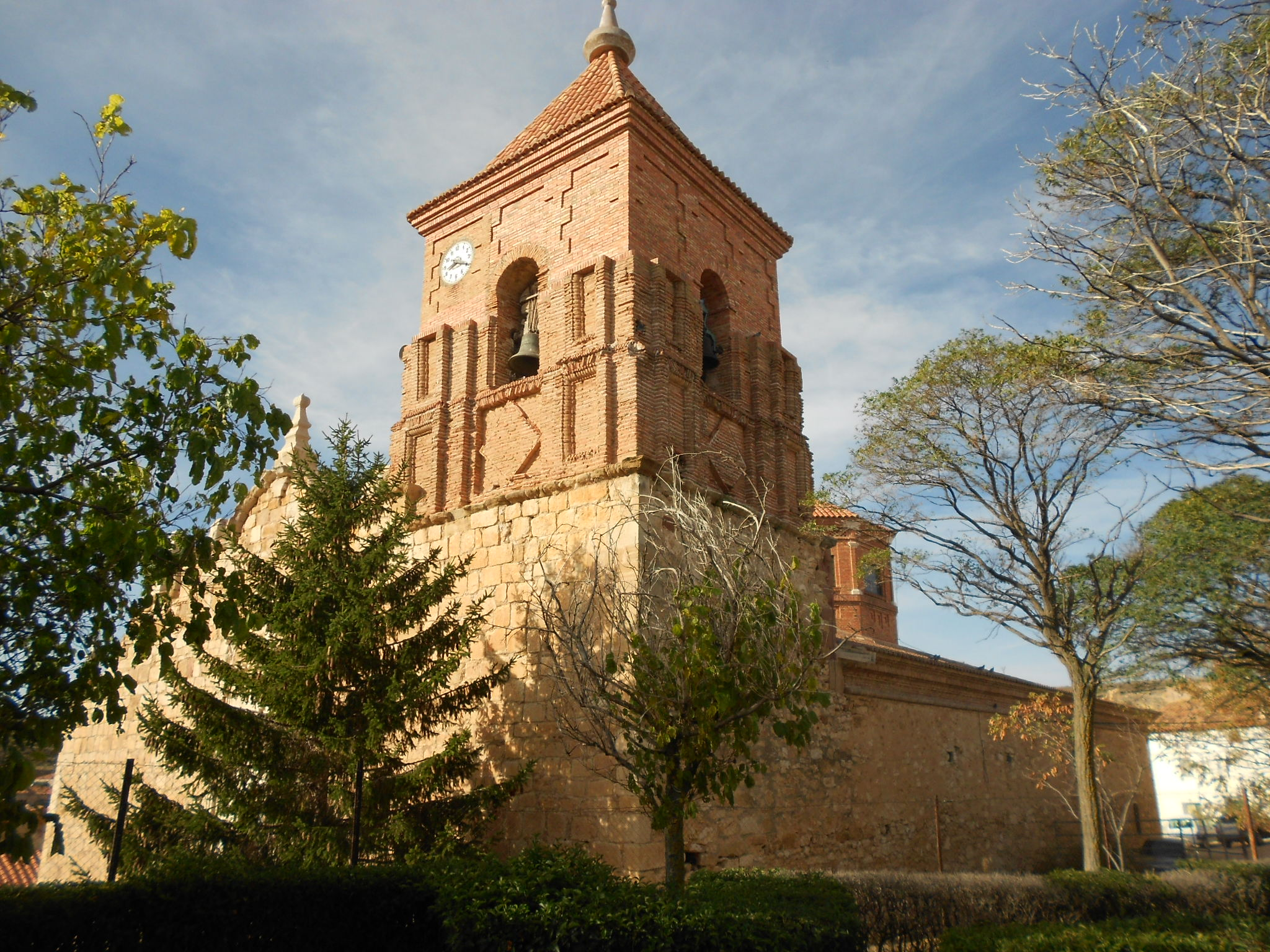
Marienkirche
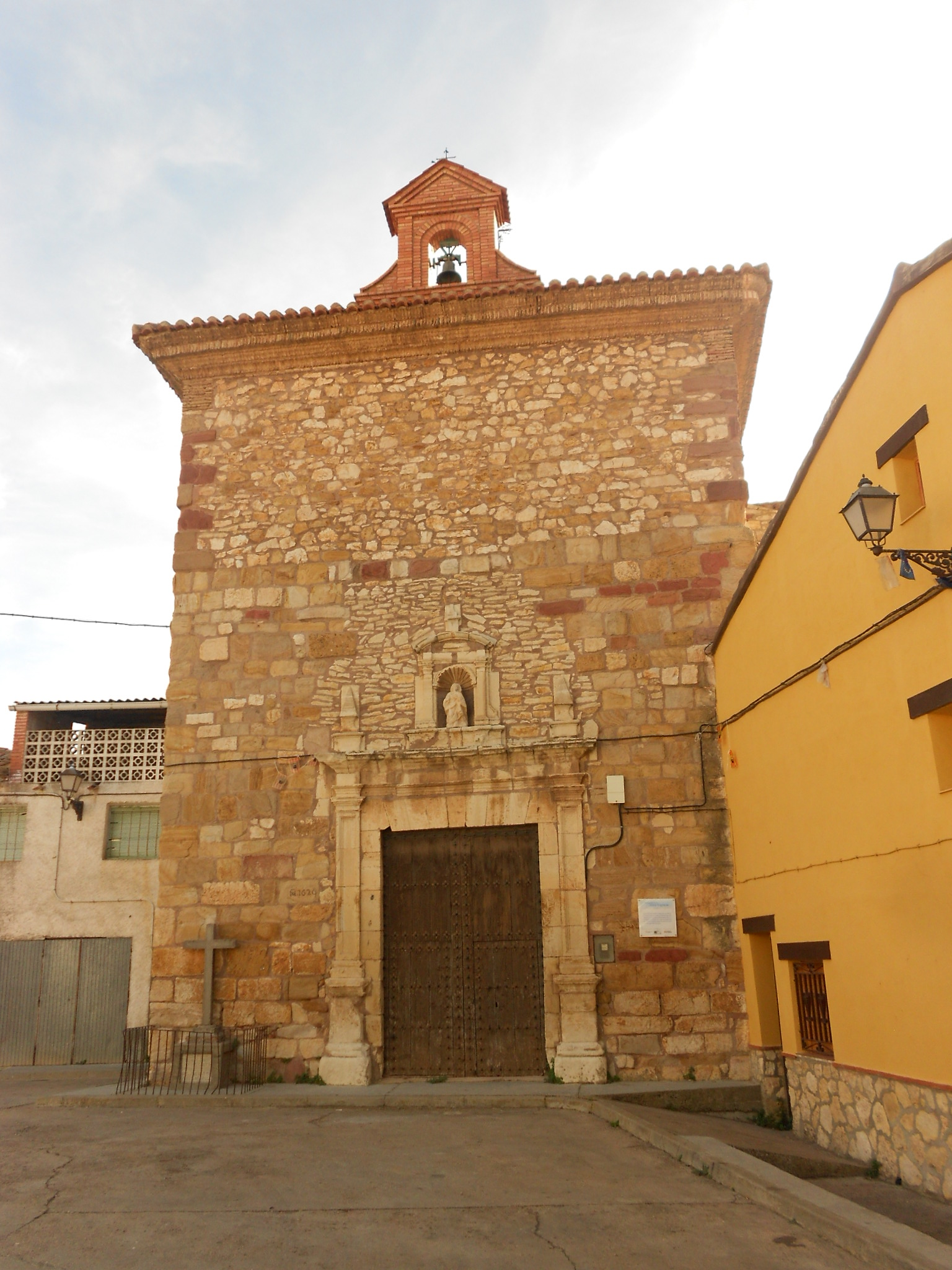
Engrazienkapelle
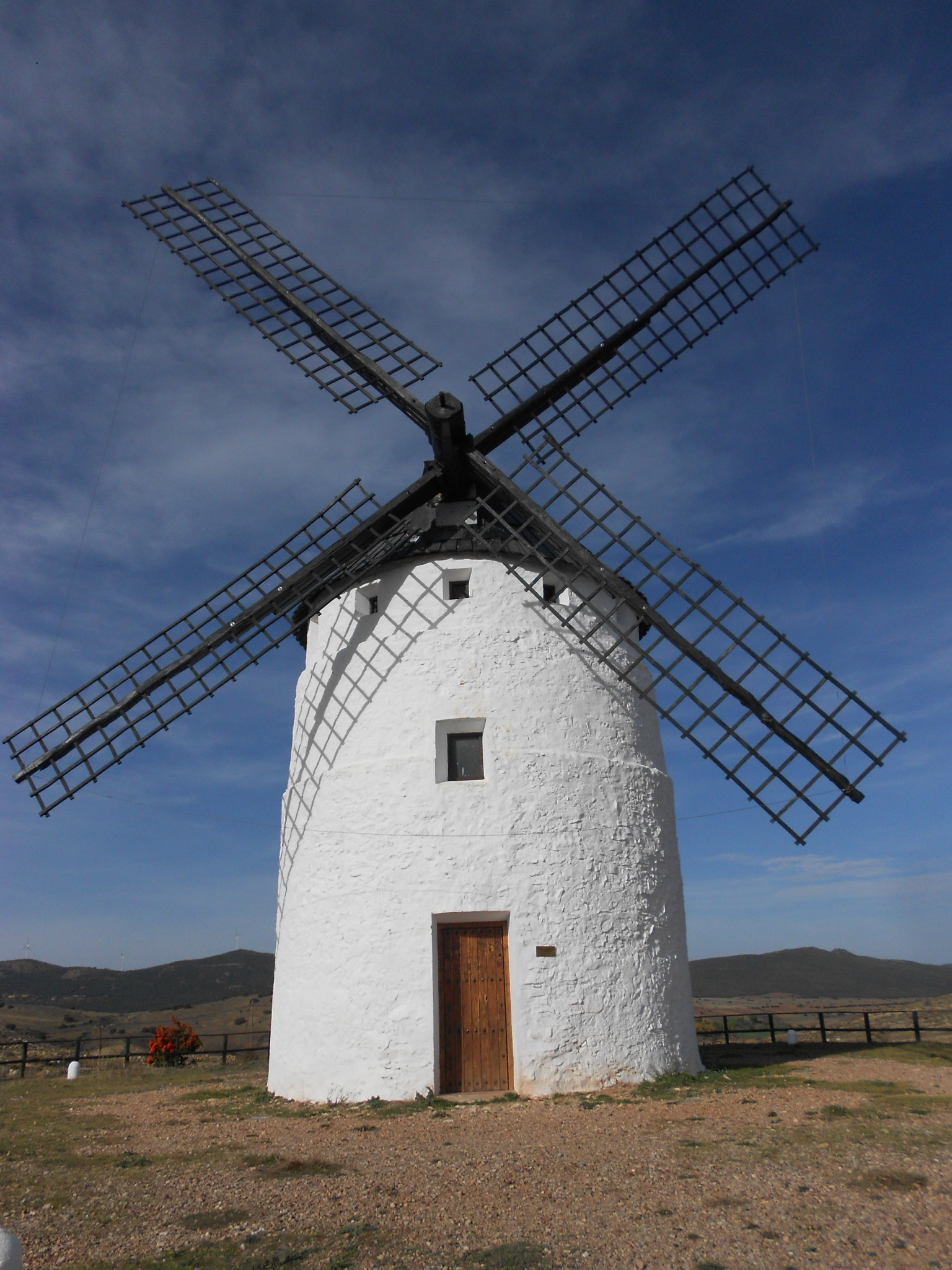
Windmühle

- Burganlage
- Marienkirche
- Engrazienkapelle
- Windmühle

## Persönlichkeiten
- Jaime Jimeno de Lobera (gestorben 1594), Bischof von Teruel, hier geboren